# 雲紋隱棘杜父魚
雲紋隱棘杜父魚，為輻鰭魚綱鮋形目杜父魚亞目隱棘杜父魚科的其中一種，為深海魚類，分布於東南太平洋及西南大西洋的巴塔哥尼亞海域，棲息深度419-1012公尺，體長可達31.9公分，棲息在底層水域，以底棲性無脊椎動物為食，生活習性不明。

## 扩展阅读
維基物種上的相關：雲紋隱棘杜父魚